# 4. pehotna divizija (ZDA)
Za druge 4. divizije glejte 4. divizija.
4. pehotna divizija je pehotna divizija Kopenske vojske ZDA.